# Mark Vanderloo
Marcus (Mark) Vanderloo (Waddinxveen, 24 aprile 1968) è un supermodello olandese.

## Carriera
Dopo aver studiato storia all'università di Amsterdam, Mark Vanderloo entra casualmente nel mondo della moda all'età di 22 anni.
È stato il principale modello per le campagne pubblicitarie di Hugo Boss dal 2005 in poi, ed ha lavorato in seguito anche per importanti marchi come Calvin Klein, Donna Karan, Armani, Valentino, Trussardi e Guess?. Attualmente Vanderloo è sotto contratto per la Wilhelmina Models, una agenzia di New York. Tra la fine del 2009 e l'inizio del 2010 ha partecipato alla pubblicità di Calzedonia uomo.
Oltre alle sue attività nel mondo della moda, Vanderloo ha prestato i propri lineamenti per la creazione del personaggio principale, il comandante Shepard, della serie di videogiochi Mass Effect.
Vanderloo è recentemente comparso nell'undicesima stagione del reality show America's Next Top Model.

## Vita privata
Dopo essere stato sposato con la collega Esther Cañadas, Vanderloo ha attualmente una relazione con la fotomodella Robine van der Meer, dalla quale ha avuto due figli: Emma Paula (2004) e Mark (2005).

## Agenzie
- Wilhelmina Models - New York
- Why Not Model Agency - Milano
- NEXT Model Management - Vienna